# Laothoe philerema

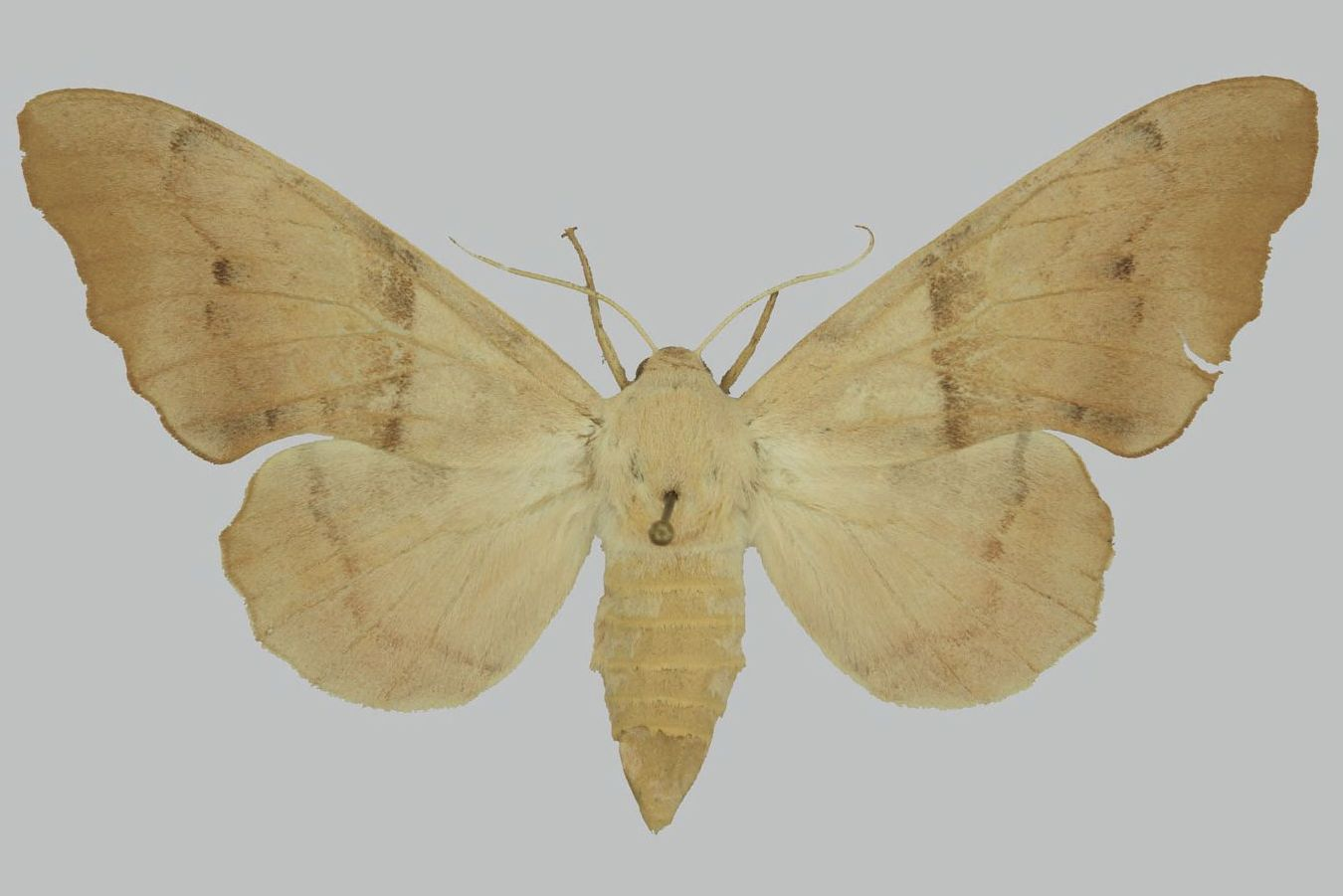
Laothoe philerema, Weibchen

Laothoe philerema ist ein Schmetterling (Nachtfalter) aus der Familie der Schwärmer (Sphingidae). Es wurde vermutet, dass die Art eine Unterart von Laothoe amurensis oder mit dieser Art zumindest nahe verwandt ist, da beiden Arten auf den Hinterflügeln die rostroten Flecke fehlen. Die deutlich unterschiedliche Genitalstruktur widerspricht dem und deutet vielmehr auf eine Verwandtschaft mit dem Pappelschwärmer (Laothoe populi) hin.

## Merkmale
Die Falter erreichen eine Flügelspannweite von 80 bis 120 Millimetern. Sie sehen sehr blassen, wenig gemusterten Pappelschwärmern ähnlich, bei dem jedoch der rostrote Fleck auf den Hinterflügeln fehlt oder höchstens verkümmert ausgebildet ist. Die Männchen haben ungewöhnlich lange Fühler, die halb so lang werden, wie die Vorderflügel. Die dunkel- bis hellockerbraunen Vorderflügel tragen auf der basalen Flügelhälfte (antemedial) eine deutlich abgegrenzte helle Binde. Auf ihnen liegt ein schwarzer Fleck in der äußeren Querbinde zwischen den Flügeladern M2 und M3. Bei den männlichen Genitalien sind die zwei apikalen Fortsätze des Sacculus noch stärker zurückgebildet als bei Laothoe populi populeti, haben jedoch ein ähnliches Profil. Der Aedeagus ist schlanker, weniger stark geknickt und trägt weniger und kleinere Cornuti am Rand der Vesica.

### Präimaginalstadien
Die Eier messen durchschnittlich 2,42 Millimeter im Durchmesser und ähneln ansonsten denen des Pappelschwärmers. Die Raupen werden 65 bis 75 Millimeter lang. Sie sind ansonsten derzeit unbeschrieben, ebenso wie die Puppe.

## Vorkommen
Die Art tritt nur im Osten Turkmenistans, dem Süden Usbekistans, Tadschikistan und dem Osten Afghanistans auf. Es wird vermutet, dass sie auch im Nordwesten Chinas, im Norden Pakistans, sowie in den meisten Teilen des übrigen Tian Shan auftritt. Die Lebensräume die Art sind bisher wenig bekannt; im Hindukusch und im Pamir besiedelt sie Flusstäler und Seeufer. Um Kabul tritt die Art zwischen 1800 und 2500 Meter Seehöhe auf.

## Lebensweise
Die Lebensweise der Art ist unbekannt. Sie fliegt in zumindest zwei, vielleicht auch drei Generationen im Jahr. Imagines sind Ende April und von Ende Juni bis August gefangen worden. Die beiden Generationen unterscheiden sich äußerlich: Individuen der ersten Generation sind kleiner, dunkler und kontrastreicher gefärbt.
Die Raupen ernähren sich von Pappelarten aus der Untergattung Turanga. Danner, Eitschberger & Surholt (1998) vermuten hingegen, dass Populus pruinosa die einzige Raupennahrungspflanze ist. Die Tiere findet man in der Nähe größerer Populationen dieser Pflanzen und nur selten an Einzelbäumen. Die Überwinterung findet vermutlich als Puppe statt. Parasitoide, die die Art befallen, sind nicht bekannt.

## Belege